# Козакова
Козако́ва (рос. Казакова) — присілок у складі Туринського міського округу Свердловської області.
Населення — 48 осіб (2010, 51 у 2002).
Національний склад населення станом на 2002 рік: росіяни — 96 %.